# Блонден, Антуан
Антуан Блонден (фр. Antoine Blondin; 11 апреля 1922, Париж — 7 июня 1991, там же) — французский писатель, литературный критик и спортивный журналист. Близок к литературной группе Гусары (Les Hussards), которая в 1950—1960 годах противостояла экзистенциалистам. Иногда писал под псевдонимом Тенорио.

## Биография
Родился 11 апреля 1921 года в Париже. Мать Антуана Блондена — поэтесса Жермени Блонден, отец — типографский корректор. Отлично учился в школе, получил много школьных наград. Учился в Лицее Людовика Великого в Париже и в лицее Корнеля в Руане. В Сорбонне получил диплом бакалавра по литературе (Licence ès lettres).
Во время немецкой оккупации был выслан в Германию на принудительные работы. Свои военные впечатления описал в первом романе «Прогулянная Европа» («l’europe buissonnière»), опубликованном в 1949 году. Роман был отмечен Премией двух Маго. Литературный дебют Блондена привлёк к нему внимание писателей Марселя Эме и Роже Нимье, которые впоследствии стали его друзьями. Следующие романы Блондена «Божьи дети» (Les Enfants du bon Dieu) и «Настроение бродяги» (L’Humeur vagabonde) показали его литературный талант и особый стиль, который критики иногда сравнивали со Стендалем и Жюлем Ренаром.
Одновременно Блонден активно занимался журналистикой, публикуясь в правой и иногда даже в праворадикальной прессе. Чаще всего он выступал как художественный и литературный критик.
Был связан с литературной группой «Гусары», в которую также входили Роже Нимье, Мишель Деон, Жак Лоран.
Как спортивный журналист Блонден сотрудничал с газетой «Экип» (L’équipe). Для этого издания он писал репортажи о 27 гонках Tour de France и 7 Олимпийских играх.
Блонден нередко увлекался употреблением алкоголя, о чём в стилистике, близкой к произведениям Селина, упоминает в романе «Обезьяна среди зимы» (Un singe en hiver).
Большую часть жизни провёл в селе Линар (департамент Верхняя Вьенна).
Похоронен на кладбище Пер-Лашез (участок 74).

## Произведения

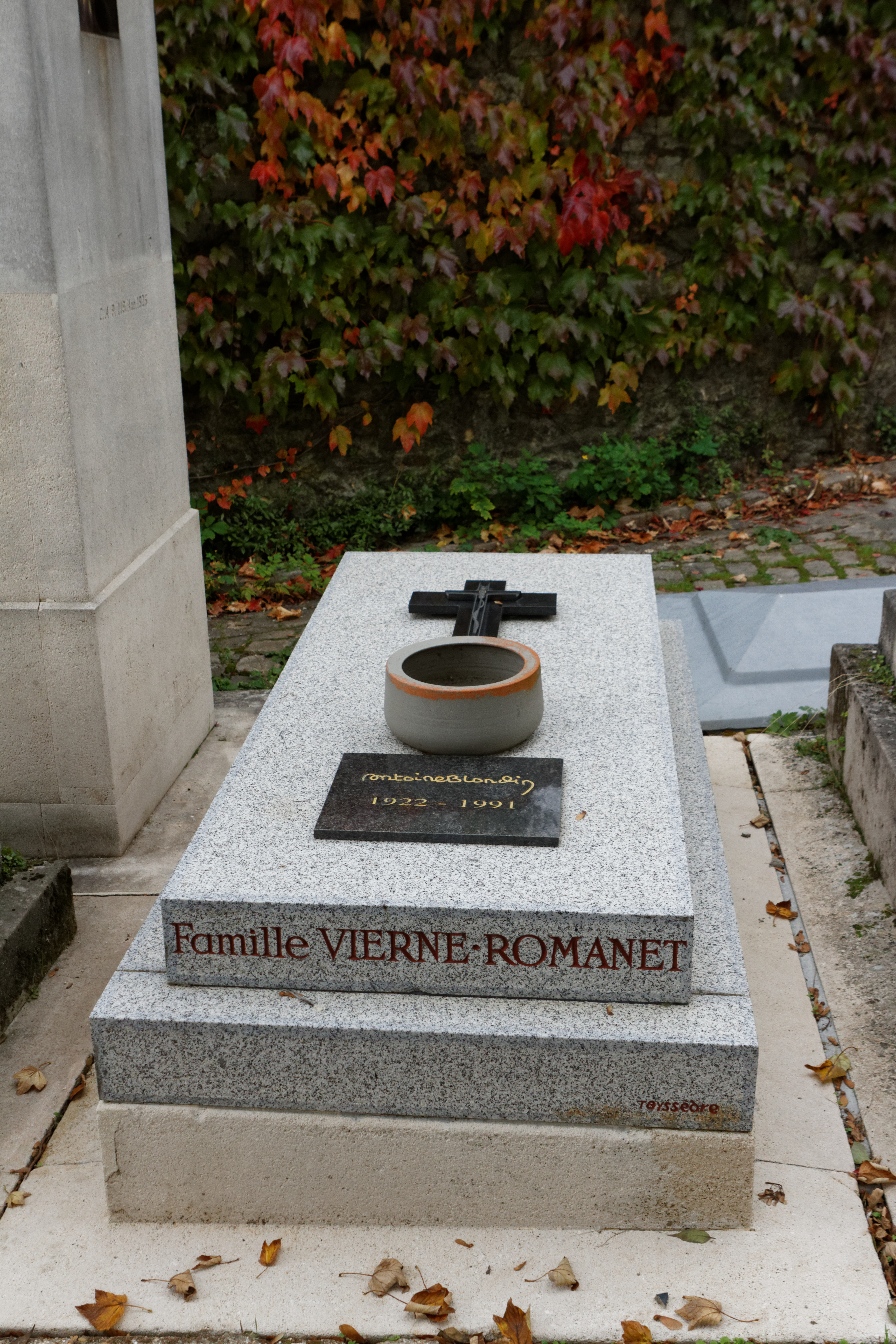
Могила Антуана Блондена на кладбище Пер-Лашез

- 1949 : l’europe buissonnière, Paris, J. Froissart; réédition, Paris, La Table ronde, 1953.
- 1952 : Les Enfants du bon Dieu, Paris, la Table ronde; réédition, Paris, Gallimard, 1973, coll. «Folio», (ISBN 2-07-036474-7).
- 1955 : L’Humeur vagabonde, Paris, La Table ronde; réédition, Paris, Gallimard, 1975, coll. "Folio, (ISBN 2-07-037111-5).
- 1959 : Un singe en hiver, Paris, La Table ronde, 1959, (Prix Interallié; réédition, 1991, (ISBN 2-7103-0502-X).
- 1960 : Un garçon d’honneur, Paris, La Table Ronde (avec Paul Guimard).
- 1970 : Monsieur Jadis ou l'école du soir, Paris, La Table ronde; réédition Paris, Gallimard, 1972, coll. «Folio», (ISBN 2-07-036029-6).
- 1975 : Quat’saisons, Paris, La Table ronde, (Prix Goncourt de la nouvelle) Nouvelles.
- 1977 : Certificats d'études, Paris, La Table ronde; réédition 1993. (ISBN 2-7103-0556-9) Essais sur Baudelaire,: Balzac, Cocteau, Dickens, Dumas, Fitzgerald, Goethe, Homère, Musset, O. Henry, Perret, Rimbaud.
- 1979 : Sur le Tour de France, Paris, Mazarine, (ISBN 2-86374-011-3).
- 1979 : Le Cœur net, Etam (tirage unique à 100 ex.).
- 1982 : Ma vie entre des lignes, Paris, La Table ronde, (ISBN 2-7103-0111-3); réédition, Paris, Gallimard, coll. «Folio», 1984. (ISBN 2-07-037578-1) Recueil de textes extraits de revues diverses et publications.
- 1984 : Le Tour de France en quatre et vingt jours, Paris, Denoël, (ISBN 2-207-23026-0) Illustrations de Roger Blachon.
- 1987 : Paris 360 °, Grenoble, Glénat, (ISBN 2-7234-0735-7) Photographies d’Attilio Boccazzi-Varotto.
- 1988 : L’Ironie du sport: chroniques de l'équipe : 1954—1982, Paris, F. Bourin, (ISBN 2-87686-008-2).
- 1988 : Le Flâneur de la rive gauche, Paris, F. Bourin, (ISBN 2-87686-022-8); réédition Paris, La Table ronde, 2004. (ISBN 2-7103-2693-0) Entretiens avec Pierre Assouline.
- 1988 : Alcools de nuit, Paris, M. Lafon, (ISBN 2-86804-596-0) Publié en compagnie de Roger Bastide et de Jean Cormier.
- 1990 : Devoirs de vacances: Baudelaire, Cocteau, Musset, Rimbaud et… Ulysse, Bruxelles-Paris, Complexe, coll. «Le Regard littéraire», (ISBN 2-87027-339-8).

### Посмертные публикации
- 1991 : Œuvres, R. Laffont, coll. «Bouquins» (ISBN 2-221-06981-1) Réunit l’europe buissonnière, Les Enfants du bon Dieu, L’Humeur vagabonde, Un singe en hiver, Monsieur Jadis ou l'école du soir, Quat’saisons, Certificats d'études, Ma vie entre des lignes et L’Ironie du sport.
- 1991 : O. K. Voltaire, Quai Voltaire, Paris. (ISBN 2-87653-105-4)
- 1993 : Mon journal, la Table ronde, Paris. (ISBN 2-7103-0557-7) Fac-simile de son journal manuscrit, entrepris en septembre 1936 à la veille de la rentrée des classes.
- 1993 : Un malin plaisir, la Table ronde, Paris. (ISBN 2-7103-0558-5) Chroniques et points de vue écrits entre 1963 et les années 1970.
- 1999 : La Semaine buissonnière, la Table ronde, Paris. (ISBN 2-7103-0860-6) «La Semaine buissonnière» était le titre de sa chronique dans l'équipe. Sur 90 articles présentés, 71 étaient inédits. Édition établie et présentée par Aurore Durry.
- 2001 : Tours de France: chroniques intégrales de l'équipe, 1954—1982, la Table ronde, Paris. (ISBN 2-7103-2423-7) Édition établie et présentée par Stéphanie Rysman.
- 2004 : Premières dernières nouvelles et, la Table ronde, Paris. (ISBN 2-7103-2683-3) Édition établie et présentée par Alain Cresciucci.
- 2006 : Mes petits papiers, la Table ronde, Paris. (ISBN 2-7103-2858-5) Articles et préfaces, édités par Alain Cresciucci.
- 2011 : L’Humeur vagabonde, suivi de Un singe en hiver, La Table Ronde, Paris.